# Gyllingnæs
 For alternative betydninger, se Gyllingnæs (flertydig). (Se også artikler, som begynder med Gyllingnæs)
Gyllingnæs  er en halvø og en herregård der ligger i Gylling Sogn, Hads Herred. Den ligger  den sydøstlige del af  Odder Kommune, og adskiller Kattegat og Horsens Fjord. På Gyllingnæs ligger herregården Gyllingnæs, der er udskilt fra Åkær Gods i 1801 af greve Friedrich Otto von Dernath. 
På Gyllingnæs er der også et livligt dyreliv og sydenden er skovdækket. Kysten og strandengene  er en del af Natura 2000 -område nr. 56 Horsens Fjord, havet øst for og Endelave. Mod nord ved Kattegatkysten ligger det fredede område Horskær. 
Syd for Horkær  ligger det inddæmmede område  Kalsemade, der er en af landets ældste inddæmninger med en 700 meter lang dæmning er anlagt omkring 1703. Landvindingen er på ca 165 hektar fladt landbrugsland, der afvandes med en pumpestation drevet af Kalsemade Tørlægningslaug. 
Øst for Maden ligger trykkeriet Narayana Press.
Gyllingnæs var i 1970'erne udpeget som en af de primære lokaliteter for Danmarks første atomkraftværk, og en stor protestmarch arrangeret af OOA i 1978, gik herfra til Aarhus. Projektet blev opgivet efter store folkelige protester.
I 1940 var der forslag om et storstilet landvindingsprojekt på i alt 322 hektar, ud for vestsiden af Gylling Næs, med en dæmning  over til Alrø og  Alrø-dæmningen der var anlagt i 1931. Forslaget var omdiskuteret, og blev først opgivet endeligt  i 1965.
- Horskær set fra tangen mod sydøst
- Tyndege , stedet hvor man i 1970’erne ville opføre Danmarks første atomkraftværk
- Strandenge ud for Maden
- Silhuetbillede
- Herregården Gyllingnæs 2009

## Eksterne kilder og henvisninger
- Rundt om Gyllingnæs Arkiveret 1. oktober 2015 hos  Wayback Machine Folder fra Danmarks Naturfredningsforening
- Om Kalsemade  på dettabteland.dk

55°51′37″N 10°10′35″Ø / 55.8604°N 10.1763°Ø